# Podgrupa torsyjna
Podgrupa torsyjna – podgrupa danej grupy składająca się ze wszystkich elementów skończonego rzędu. Grupę abelową nazywa się torsyjną albo periodyczną, jeżeli każdy jej element ma skończony rząd i beztorsyjną, jeśli dowolny nietożsamościowy element tej grupy jest nieskończonego rzędu (istnieją więc grupy, które nie są ani torsyjne, ani beztorsyjne). Podgrupę torsyjną oznacza się symbolem {\displaystyle A_{\operatorname {T} }.} Niekiedy spotyka się również nazwę maksymalna podgrupa torsyjna zaznaczająca, iż podgrupa składa się z wszystkich elementów torsyjnych (w dalszej części artykułów pod nazwą „podgrupa torsyjna” będzie się rozumieć podgrupę o właśnie tych własnościach).
Dowód zamkniętości {\displaystyle A_{\operatorname {T} }} ze względu na dodawanie opiera się na przemienności dodawania (zob. sekcja Przykłady).
Jeżeli {\displaystyle A} jest abelowa, to jej podgrupa torsyjna {\displaystyle T} jest całkowicie niezmienniczą podgrupą grupy {\displaystyle A,} a jej grupa ilorazowa {\displaystyle A/T} jest beztorsyjna (jest to maksymalna grupa o tej własności, przy czym jest ona wyznaczona jednoznacznie). Istnieje funktor kowariantny {\displaystyle \operatorname {T} } z kategorii grup abelowych w kategorię grup torsyjnych, który odwzorowuje każdą grupę na jej podgrupę torsyjną, a każdy homomorfizm na jego zawężenie do podgrupy torsyjnej. Z tego względu podgrupę torsyjną grupy {\displaystyle A} oznacza się czasem symbolem {\displaystyle \operatorname {T} (A).} Istnieje również inny funktor kowariantny z kategorii grup abelowych w kategorię grup beztorsyjnych przekształcający każdą grupę w jej iloraz przez jej podgrupę torsyjną i każdy homomorfizm w odpowiednio indukowany homomorfizm (który jest dobrze określony, co dość łatwo sprawdzić).
Jeżeli {\displaystyle A} jest skończenie generowana i abelowa, to można ją zapisać jako sumę prostą jej podgrupy torsyjnej {\displaystyle T} i jej podgrupy beztorsyjnej (nie jest to jednak prawdą w przypadku nieskończenie generowanych grup abelowych). W dowolnym rozkładzie {\displaystyle A} na sumę prostą podgrupy torsyjnej {\displaystyle S} i jej części beztorsyjnej {\displaystyle S} musi być równa {\displaystyle T} (część beztorsyjna nie jest wyznaczona jednoznacznie). Jest to kluczowa obserwacja przy klasyfikacji skończenie generowanych grup abelowych.

## Podgrupa torsyjnap-potęgowa
Dla dowolnej grupy abelowej {\displaystyle A} i liczby pierwszej {\displaystyle p} zbiór {\displaystyle A_{\operatorname {T} _{p}}} elementów {\displaystyle A} mających rząd wyrażający się pewną potęgą liczby {\displaystyle p} tworzy podgrupę nazywaną podgrupą torsyjną p-potęgowa lub, mniej precyzyjnie, podgrupą p-torsyjną bądź p-składową:
{\displaystyle A_{\operatorname {T} _{p}}=\left\{a\in A\colon \exists _{n\in \mathbb {N} }\;p^{n}a=0\right\}.}
Na podstawie odpowiedniego faktu dotyczącego grup torsyjnych podgrupa torsyjna {\displaystyle A_{\operatorname {T} }} jest izomorficzna z sumą prostą jej p-potęgowych podgrup torsyjnych wziętą po wszystkich liczbach pierwszych {\displaystyle p{:}}
{\displaystyle A_{\operatorname {T} }=\bigoplus _{p\in \mathbb {P} }A_{\operatorname {T} _{p}}.}
Jeżeli {\displaystyle A} jest skończoną grupą abelową, to {\displaystyle A_{\operatorname {T} _{p}}} pokrywa się z jednoznacznie wyznaczoną p-podgrupą Sylowa grupy {\displaystyle A.}
Każda p-potęgowa podgrupa torsyjna grupy {\displaystyle A} jest podgrupą całkowicie niezmienniczą. Więcej, dowolny homomorfizm między grupami abelowymi odwzorowuje każdą z p-potęgowych podgrup torsyjnych na odpowiednią p-potęgową podgrupę torsyjną.
Stąd, dla każdej liczby pierwszej {\displaystyle p} istnieje funktor {\displaystyle \operatorname {T} _{p}} z kategorii grup abelowych w kategorię p-potęgowych grup torsyjnych, który odwzorowuje każdą grupę na jej p-potęgową podgrupę torsyjną i zawęża każdy homomorfizm do p-potęgowych podgrup torsyjnych. Stąd pochodzi również inne oznaczenie tych podgrup, mianowicie {\displaystyle \operatorname {T} _{p}(A).} Iloczyn przebiegający zbiór wszystkich liczb pierwszych zawężeń tych funktorów do kategorii grup torsyjnych jest funktorem wiernym z kategorii grup torsyjnych w iloczyn przebiegający wszystkie liczby pierwsze kategorii grup p-torsyjnych. W pewnym sensie oznacza to, że osobne studiowanie grup p-torsyjnych w ogólności mówi wszystko o grupach torsyjnych i w ogólności: iż teoria grup torsyjnych redukuje się do teorii p-grup.

## Przykłady i dalsze wyniki
- Podzbiór torsyjny grupy nieabelowej nie jest, w ogólności, podgrupą; w tym kontekście mówi się o części torsyjnej. Na przykład w nieskończonej grupie diedralnej o prezentacji
{\displaystyle \langle x,y\colon x^{2}=y^{2}=1\rangle }

element {\displaystyle xy} jest iloczynem dwóch elementów torsyjnych, ale ma rząd nieskończony.
- Elementy torsyjne w grupie nilpotentnej tworzą podgrupę normalną[1].
- Z definicji każda skończona grupa abelowa jest grupą torsyjną. Nie każda grupa torsyjna jest jednak skończona: niech dana będzie suma prosta przeliczalnie wiele egzemplarzy grup cyklicznych {\displaystyle \mathbb {Z} _{2};} jest to grupa torsyjna, ponieważ każdy element ma rząd równy 2. W ten sposób w grupach torsyjnych może być brak górnego ograniczenia względem rzędów elementów, o ile nie jest ona skończenie generowana, jak to widać na przykładzie grupy ilorazowej {\displaystyle \mathbb {Q} /\mathbb {Z} .}
- Każda grupa abelowa wolna jest beztorsyjna, odwrotne twierdzenie jest nieprawdziwe: przykładem może być grupa addytywna liczb wymiernych {\displaystyle \mathbb {Q} .}
- Nawet jeśli {\displaystyle A} nie jest skończenie generowana, to rozmiar jej części beztorsyjnej jest jednoznacznie wyznaczony, jak to bliżej przedstawiono w artykule dotyczącym rangi grupy abelowej.
- Grupa abelowa {\displaystyle A} jest beztorsyjna wtedy i tylko wtedy, gdy jest płaska jako {\displaystyle \mathbb {Z} }-moduł, co oznacza, że jeśli {\displaystyle C} jest podgrupą pewnej grupy abelowej {\displaystyle B,} to przekształcenie naturalne z iloczynu tensorowego {\displaystyle C\otimes A} w {\displaystyle B\otimes A} jest różnowartościowe.
- Wzięcie iloczynu tensorowego grupy {\displaystyle A} z {\displaystyle \mathbb {Q} } (lub dowolną inną grupą podzielną) gubi jej część torsyjną. Oznacza to, że jeśli {\displaystyle T} jest grupą torsyjną, to {\displaystyle T\otimes \mathbb {Q} =0.} Dla dowolnej grupy abelowej {\displaystyle A} o podgrupie torsyjnej {\displaystyle T} zachodzi
{\displaystyle A\otimes \mathbb {Q} =A/T\otimes \mathbb {Q} .}